# Deloyala cruciata
Deloyala cruciata is een keversoort uit de familie bladkevers (Chrysomelidae). De wetenschappelijke naam van de soort werd in 1758 als Cassida cruciata gepubliceerd door Carl Linnaeus.